# ديدي كونغ رايسينغ
ديدي كونغ رايسينغ (بالإنجليزية: Diddy Kong Racing)‏ هي لعبة فيديو كارتينغ صدرت في 1997 طورتها ونشرتها راير لنينتندو 64. تدور أحداث اللعبة في جزيرة تيمبر وتدور حول محاولة ديدي كونغ وأصدقائه لهزيمة خصمهم الخنزير الساحر ويزبيغ بين المجرات، من خلال الفوز بسلسلة من السباقات. يمكن للاعب التحكم في أي من الشخصيات القابلة للعب طوال اللعبة. تحتوي ديدي كونغ رايسينغ بخمسة عوالم مع أربعة حلبات لكل منها، والقدرة على قيادة سيارة أو حوامة أو طائرة.
بدأ تطوير اللعبة بعد إصدار كيلر إنستينكت 2، وكان الهدف منها أن تكون لعبة استراتيجية الوقت الحقيقي تُعرف باسم وايلد كارتون كينغدوم في مراحلها الأولى. مع مرور الوقت، تحول تركيز التطوير من لعبة سباقات مستوحاة من عالم والت ديزني إلى لعبة فريدة تسمى برو-آم 64، والتي لم تشارك فيها نينتندو. بسبب تأخيرات بانجو-كازووي، شعرت راير أنهم بحاجة إلى ملكية فكرية أقوى لجذب جمهور أوسع للعبة المقرر إصدارها قبل عيد الميلاد عام 1997، وبالتالي اتخاذ قرار بناء لعبة على شخصية ديدي كونغ.
تلقت ديدي كونغ رايسينغ إشادة من النقاد عند الإصدار. كانت الرسومات والصوت واللعب هي أكثر جوانب اللعبة إشادة، مع انتقادات طفيفة موجهة لتكرار اللعبة. باعت اللعبة 4.8 مليون نسخة منذ إصدارها وهي ثامن أكثر ألعاب نينتندو 64 مبيعًا. كان هناك تكملة باسم دونكي كونغ رايسينغ قيد التطوير لغيم كيوب، ولكنها ألغيت بعد أن استحوذت مايكروسوفت على راير مقابل 375 مليون جنيه إسترليني في عام 2002. صدرت نسخة جديدة محسّنة لنينتندو دي أس بعنوان ديدي كونغ رايسينغ دي أس (بالإنجليزية: Diddy Kong Racing DS)‏ في جميع أنحاء العالم في أوائل عام 2007.

## أسلوب اللعب

في لقطة الشاشة هذه، يتسابق النمر تيمبر في فوسيل كانيون. تعرض الواجهة الموقع الحالي للاعب وعدد اللفات والموز والوقت وخريطة المضمار.

في ديدي كونغ رايسينغ، يمكن للاعبين اختيار واحد من عشرة شخصيات، اثنتان منها يجب فتحهما، الذين يمكنهم الوصول إلى ثلاث مركبات مختلفة: السيارة والحوامات والطائرة. السيارة مركبة شاملة، لكنها الأبطأ على الأسطح مثل الرمل والماء. صُمِمَت الحوامات لكل من مناطق الرمال والمياه ولكنها تفتقر إلى التسارع والقدرة على المناورة. صُمِمَت الطائرة للوصول إلى المناطق الجوية؛ هي جيدة في التسارع والمناورة، إلا أن سرعتها أبطأ. يحتوي كل مضمار سباق على مجموعة من المعززات المعروفة باسم «زيبيرز» التي تعمل على زيادة سرعة اللاعب مؤقتًا، فضلاً عن أنها تتميز بالونات متجددة بألوان مختلفة توفر تعزيزات. هناك خمسة أنواع مختلفة من البالونات: الأحمر والأزرق والأخضر والأصفر وقوس المطر. تمنح البالونات الحمراء صواريخ لمهاجمة المتسابقين أمام اللاعب، وتمنح البالونات الزرقاء زيادة في السرعة، وتمنح البالونات الصفراء دروعًا لحماية اللاعب من الهجمات، وتمنح البالونات الخضراء مصائدًا قابلة للنشر لتأخير المتسابقين الآخرين، وتمنح بالونات قوس المطر قدرة مغناطيسية تجعل اللاعب أقرب إلى أقرب متسابق. إذا التُقِطَت عدة بالونات من نفس اللون، فَسَتُرَقَّى الطاقة إلى نسخة أكثر قوة. إجمالي ترقيتين متاحتين لكل بالون. بالإضافة إلى ذلك، تحتوي حلبات السباق على الموز غير المتجدد الذي يزيد من السرعة عند التقاطه. ستعمل عشرة موزات كحد أقصى على تحسين السرعة، ولكن يمكن أيضًا الحصول عليها لمنع اللاعبين الآخرين من اكتساب السرعة. في حالة إصابة أحد المتسابقين، سَتُخصَّم حبتين من الموز.
في «وضع المغامرة»، يتحكم اللاعبون في المتسابق الذي يختارونه للتقدم خلال القصة. يبدأ اللاعبون في جزيرة تيمبر، والتي تتكون من خمسة عوالم مترابطة؛ مجال دينو وجبل ندفة الثلج وجزيرة شيربيت وغابة التنين وفيوتشر فن لاند. تُفتَح العوالم من خلال جمع البالونات، باستثناء فيوتشر فن لاند، وهو عالم خفي يوصل إليه من خلال تحقيق عدة أهداف سرية. يحتوي كل عالم على أربعة مضمارات سباق، ومرحلة معركة غير قابلة للفتح، وسباق ضد شخصية زعيم. إذا هزم اللاعب ويزبيغ في فيوتشر فان لاند، وحصل على جميع قطع التميمة وجمع كل الميداليات الذهبية، فسيكون اللاعب قادرًا على اللعب في وضع يسمى «المغامرة 2». في هذا الوضع، يتغير لون كل البالونات إلى البلاتين وتُقلَب المضمارات من اليسار إلى اليمين. تتميز اللعبة أيضًا بأربعة أوضاع معركة تتكون من خريطتي موت، ومعركة على شكل علم، ووضع يتضمن قيام الخصوم بالتقاط البيض. لا يمكن تحديد أوضاع المعركة في البداية، ويجب فتحها عن طريق جمع المفاتيح المخفية في كل العوالم.

## الحبكة
يذهب والدا النمر تيمبر لقضاء عطلة ويتركان ابنهما مسؤولاً عن الجزيرة التي يعيشان فيها، تاركين له وأصدقاؤه تنظيم سباق. ينقطع استمتاعهم عندما يصل ساحر خنزير بين المجرات يدعى ويزبيغ إلى الجزيرة ويحاول الاستيلاء عليها بعد أن غزا مضامير السباق على كوكب الأرض. قام بتحويل الحراس الأربعة للجزيرة إلى أتباعه. الحل الوحيد المتاح لسكان الجزيرة هو هزيمة ويزبيغ في سلسلة معقدة من السباقات التي تشمل السيارات والحوامات والطائرات. الديك درامستيك، أفضل متسابق على الجزيرة، يفشل في هذا التحدي ويتحول إلى ضفدع بواسطة السحر الأسود لويزبيغ.
استأجر تيمبر فريقًا من ثمانية متسابقين: ديدي كونغ، المجند الأول؛ السنجاب كونكر والدب بانجو، مجند من قبل ديدي؛ الكريملينغ كرانش، عدو ديدي الذي يتبعه؛ والسلحفاة تيبتوب، وساعة الوقت تي تي، و الفأر بيبزي، والغرير بامبر، من سكان جزيرة تيمبر. بمساعدة تاج، الفيل الهندي الذي يشبه الجني والمقيم في الجزيرة، أكملوا في النهاية جميع تحديات ويزبيغ ومواجهته في سباق وهزيمته. بعد ذلك بوقت قصير، رجع درامستيك إلى ديك، ويغادر ويزبيغ إلى كوكب موطنه، فيوتشر فان لاند. خوفًا من محاولة ويزبيغ مرة أخرى غزو جزيرة تيمبر، يسافر سكان الجزيرة إلى فيوتشر فان لاند لتحدي ثانٍ. عندما يخسر ويزبيغ السباق الثاني، يعطل الصاروخ الذي يركبه ويطلقه إلى القمر. ومع ذلك، يكشف مشهد سينمائي إضافي أن سفينة فضاء ويزبيغ تحلق في السماء سالمة.

## التطوير
بدأ تطوير اللعبة بعد إصدار كيلر إنستينكت 2، حيث قُسِمَ الفريق لتطوير كيلر إنستينكت غولد ولعبة سباقات جديدة لنينتندو 64. في مرحلتها الأولى من التطوير، صُمِمَت ديدي كونغ رايسينغ على أنها لعبة إستراتيجية الوقت الحقيقي مع موضوع رجل الكهف/السفر عبر الزمن والذي عمل عليه فريق من أربعة أعضاء راير؛ كريس ستامبر ولي موسغريف وروب هاريسون ولي شونمان. خلال مراحل لاحقة من التطوير، تأثرت اللعبة بعالم والت ديزني وسرعان ما تطورت إلى لعبة مغامرة تسمى وايلد كارتون كينغدوم، والتي لم تشارك نينتندو فيها. في يونيو 1997، غُيِّرَ اسم اللعبة إلى برو-آم 64، وهي متابعة غير مرتبطة بلعبة سباقات آر. سي. برو-آم على نينتندو إنترتينمنت سيستم. وفقًا لشونمان، تميز مشروع برو-آم 64 بوجود سيارات ثلاثية العجلات على عكس السيارات التي يُتَحَكَّم فيها عن طريق الراديو.
بسبب تأجيل بانجو-كازووي حتى صيف عام 1998، كان الفريق مصمماً على إصدار لعبة تريبل أيه في الوقت المناسب لعيد ميلاد عام 1997. شعرت راير أن برو-آم 64 لم تملك ملكية فكرية قوية بما يكفي لجذب انتباه للمستهلكين، وبالتالي غُيِّرَ الترخيص لعرض ديدي كونغ. وفقًا لما قاله موسغريف، فإن قرار اختيار ديدي كونغ بدلاً من دونكي كونغ كان بناءً على اختيارهم، وهو القرار الذي «استمتعت به» نينتندو. بمجرد تغيير الملكية الفكرية، تُرك الفريق لتكييف الجماليات المرئية للعبة والتعبئة قبل إصدارها. صرح موسغريف أن الهدف النهائي للعبة هو جعلها «تعمل بسرعة» مثل ماريو كارت 64، والتي ثبت أنها صعبة أثناء التطوير حيث استخدمت اللعبة الأخيرة النقوش المتحركة من الشخصيات بينما استخدمت ديدي كونغ رايسينغ نماذج ثلاثية الأبعاد بالكامل. عزا موسغريف لاحقًا نجاح المشروع بشكل عام إلى «فريق صغير» من 14 شخصًا عملوا عليه. في مقابلة أجريت في أكتوبر 2012، صرح موسغريف أن النمر تيمبر كان من الممكن أن يكون الشخصية الرئيسية في برو-آم 64 لو لم تٌغيَّر الملكية الفكرية لديدي كونغ رايسينغ. لعب اثنان من الشخصيات التي ظهرت في ديدي كونغ رايسينغ وهم: الدب بانجو والسنجاب كونكر، دور البطولة في الألعاب (بانجو-كازووي وكونكرز باد فور داي، على التوالي) والتي كُشِفَ النقاب عنها للجمهور قبل ديدي كونغ رايسينغ في معرض الترفيه الإلكتروني 1997، ولكن في النهاية لم تصدر إلا بعد ديدي كونغ رايسينغ. ذكرت راير أنهم اختاروا عدم عرض ديدي كونغ رايسينغ في معرض الترفيه الإلكتروني بسبب تقنية الرسوم المتحركة الخاصة المستخدمة في اللعبة.

### الموسيفى التصويرية
قام ديفيد وايز بتأليف موسيقى اللعبة. صُدِرَت الموسيقى التصويرية لأول مرة في اليابان في 1 أبريل 1998، مع 42 مقطعًا صوتيًا، بينما صُدِرَت نسخة من الألبوم في أوروبا بنفس عدد المقاطع الصوتية. بالنسبة لإصدارها في الولايات المتحدة، فعُرِضَت 16 مقطعًا صوتيًا فقط. شُكِّلَ القرص نفسه بشكل خاص على شكل رأس ديدي كونغ، والذي كان لا يمكن تشغيله في بعض مشغلات الأقراص المضغوطة.

## الإصدار
نظرًا لتأجيل معظم ألعاب تشكيلة موسم عيد الميلاد لعام 1997 المخطط لها في نينتندو 64 حتى عام 1998، أصبحت ديدي كونغ رايسنيغ اللعبة الرئيسية لنينتندو 64 لموسم التسوق في العطلات، ووخُصِصَت غالبية ميزانية إعلانات نينتندو البالغة 200 مليون دولار للعام بأكمله للترويج للعبة. تميز ديدي كونغ رايسنيغ أيضًا بكونها اللعبة الوحيدة في تشكيلة موسم أعياد الميلاد في أمريكا الشمالية التي تعاقدت نينتندو مع تطويرها؛ رُخِصَت لعبتي نينتندو 64 الأخريين من مطوري الطرف الأول في التشكيلة، وهما بومبرمان 64 وميسشيف ماكرز، من ناشرين يابانيين تابعين لجهات خارجية.

## التقييم
| التقييم |                          |
| --- | ------------------------ |
| الدرجات الإجمالية المجموع نقاط غيم رانكينغز 89% (N64) 67% (DS) ميتاكريتيك 88/100 (N64) 63/100 (DS) نتائج المراجعة نشرة نقاط أول غيم إدج 9/10 (N64) إلكترونك غيمينغ مونثلي 9/10 (N64) غيم سبوت 6.6/10 (N64) آي جي إن 8.4/10 (N64) نيكست جينرايشن (N64) نينتندو لايف 8/10 (N64) |                          |
| الدرجات الإجمالية |                          |
| المجموع | نقاط                     |
| غيم رانكينغز | 89% (N64) 67% (DS)       |
| ميتاكريتيك | 88/100 (N64) 63/100 (DS) |
| نتائج المراجعة |                          |
| نشرة | نقاط                     |
| أول غيم | 4.5/5 stars              |
| إدج | 9/10 (N64)               |
| إلكترونك غيمينغ مونثلي | 9/10 (N64)               |
| غيم سبوت | 6.6/10 (N64)             |
| آي جي إن | 8.4/10 (N64)             |
| نيكست جينرايشن | (N64)                    |
| نينتندو لايف | 8/10 (N64)               |

تلقت اللعبة اشادة من النقاد عند الإصدار. حصلت نسخة نينتندو 64 على مجموع نقاط 89٪ من غيم رانكينغز بناءً على 20 مراجعة و88/100 من ميتاكريتيك بناءً إلى 15 مراجعة، بينما حصلت نسخة نينتندو دي أس على درجة 67٪ من غيم رانكينغز بناءً على 42 مراجعة ودرجة 63/100 في ميتاكريتيك، بناءً على 39 مراجعة. باعت لعبة ديدي كونغ رايسينغ حوالي 4.5 مليون نسخة في جميع أنحاء العالم؛ والتي تضمنت 3.78 مليون نسخة بيعت في الولايات المتحدة ومناطق بال، و653،928 نسخة في اليابان. في مهرجان ميليا 1999 في كان، نالت الجائزة «الذهبية» لإيرادات تزيد عن 15 مليون يورو في الاتحاد الأوروبي خلال العام السابق. هي ثامن أكثر لعبة مبيعًا على نينتندو 64، وباعت مليون وحدة في الولايات المتحدة في غضون ثلاثة أسابيع من إصدارها.
كانت الرسومات وطريقة اللعب من أكثر جوانب اللعبة إشادة. لاحظ بعض النقاد كيف أنه قلل من النوافذ المنبثقة دون اللجوء إلى استخدام ضباب المسافة. عارض جيف غيرستمان من غيم سبوت هذا، قائلاً إن اللعبة بها كل من النوافذ المنبثقة وضباب المسافة بمقادير مماثلة لمتوسط لعبة نينتدو 64. ومع ذلك، ذكر أن اللعبة كانت «ممتعة في النظر إليها» وأشاد بتفاصيل المسارات. أعلن دوغ بيري من آي جي إن أن العناصر المرئية هي «الأكثر روعة من نوعها»، وأثنى على قدرة راير على إتقان الرسوم المتحركة الديناميكية من خلال تمكين المضلعات من الامتداد على أسطح أكبر دون فقدان معدل الإطارات. علاوة على ذلك، صرح بيري أن الإنجازات التقنية للعبة كانت كافية لترك «حتى أكثر اللاعبين اليابانيين أهمية [الذين] ينظرون إليهم بعيون مبتسمة».
على الرغم من أن كريسبين بوير من إلكترونك غيمينغ مونثلي افتتح مراجعته للعبة بتحذير «لا ترفض لعبة السباق غير المألوف ة هذهباعتبارها نسخة من ماريو كارت 64»، قارنت معظم التقييمات اللعبتين. اشتبه جيرستمان في أن نينتندو تسرعت في دفع اللعبة إلى السوق من أجل ملء ربع بقي شاغرًا بسبب التأخير في ألعاب نينتندو الأخرى، وجادل بأنه كان وقتًا مبكرًا جدًا بعد ظهور ماريو كارت 64 لأول مرة لإصدار مثل هذه اللعبة المماثلة. بينما هناك نقاد آخرون، بما في ذلك المراجعين المشاركين في مراجعة بوير، ركزوا على تفوق ديدي كونغ رايسينغ المتصور على ماريو كارت 64. قال دان هسو من إلكترونك غيمينغ مونثلي إنها «تتفوق على ماريو كارت 64 في كل قسم»، ولا سيما ذكر التوازن المتفوق وتصميمات المستوى. أشاد إدج بالمغامرة والتقدم في اللعبة، مشيرًا إلى أن وضع اللاعب الفردي في اللعبة هو «كل شيء كان يجب أن تكون عليه ماريو كارت 64».
قوبلت تصاميم الشخصيات بمجموعة متنوعة من الآراء. وأشاد شون سميث من إلكترونك غيمينغ مونثلي بالشخصيات ووصفها بأنها «مرحة». على النقيض من ذلك، قال نيكست جينرايشن إن تصميمات الشخصيات «مثيرة للشفقة وواضحة، وقد شُكِّلَت من نفس قاطع ملفات تعريف الارتباط مثل بانجو-كازووي وكونكر»، مشيرًا إلى الاستخدام المعتمد لشخصيات الحيوانات المجسمة والتطبيق المبسط لخصائص كل حيوان على طريقة اللعب. شعر بيري أن أصوات الشخصيات في اللعبة كانت «دافئة» و«كوميدية»، بينما ذكر أيضًا أن «بعض الشخصيات لطيفة للغاية ومن المؤكد أنها ستزعج اللاعبين الأكبر سنًا».
كانت التقييمات الإجمالية للعبة إيجابية في الغالب. أعطتها غيم برو 4.5 من 5 للصوت و5 من 5 للتحكم والرسومات وعامل المرح، واصفة إياه بأنه «لعبة سباقات نينتندو 64 الممتعة المحمومة التي تجمع بين عناصر ماريو كارت 64 وويف رايس 64 وبيلوت وينغز 64 في لعبة واحدة مذهلة.» أطلقت إلكترونك غيمينغ مونثلي عليها اسم«لعبة الشهر»، حيث أشاد مراجعوها الأربعة بأسلوب اللعب الصعب والأهداف العديدة التي يجب معالجتها. بدلاً من ذلك، اعتبر غيرستمان أن الأخير هو أكبر نقاط ضعف في اللعبة، بحجة أن الاضطرار إلى اللعب بشكل متكرر من خلال نفس الدورات بأهداف مختلفة قليلاً يجعل اللعبة متكررة بشكل مفرط. وخلص إلى أن اللعبة أفضل بكثير من ماريو كارت 64، لكن التكرار «يقتلها في النهاية». كانت نيكست جينرايشن أكثر انسجامًا مع الأغلبية، مشيرًا إلى أن الجمع بين عناصر السباق والمغامرة يعمل بشكل جيد، وأن «ديدي كونغ رايسينغ تظهر براعة راير الخالصة، حيث تعرض التفاصيل الدقيقة التي تربح اللاعبين في النهاية.»
في مراجعة الريترو، قال أندرو دونالدسون من نينتندو لايف أن اللعبة كانت بصريًا «نابضة بالحياة بشكل لا يصدق» و«آسر» لعبة في وقت مبكر من عصر نينتندو 64. اعترف سكوت ماكول من أول غيم لها فقط كان العيب هو المقدار «المفرط» من القصاصة، على الرغم من اعترافه بأنه لم يكن «لا يطاق». وأشاد بالمجموعة الواسعة من الأصوات في اللعبة، بما في ذلك التمثيل الصوتي والموسيقى التصويرية. وأعلن أن الموسيقى «مثيرة للاهتمام» و«ملائمة» لمضامير السباق، معتبرا أنها متفوقة على موسيقى ماريو كارت 64. وانتقد دونالدسون طريقة عرض اللعبة ووصفها بأنها «لطيفة للغاية»، خاصة فيما يتعلق بأصوات الشخصيات. لكنه أشاد بالموسيقى التصويرية «المتفائلة» و«الجذابة»، قائلاً إن كل مضمار له نغمة فريدة تناسب البيئة المتميزة.
فازت ديدي كونغ رايسينغ بجائزة لعبة السنة لسباقات النظام من أكاديمية الفنون والعلوم التفاعلية في عام 1998، بفوزها على ماريو كارت 64 وموتو رايسر وناسكار 98.

## الميراث

### التتمات
بعد إصدار ديدي كونغ رايسينغ، بدأت راي بتطوير تكملة للعبة بعنوان دونكي كونغ رايسينغ للغيم كيوب، وكان دونكي كونغ فيها شخصية فخرية. عُرِضَ فيديو لدونكي كونغ رايسينغ مُقدم مسبقًا للعبة في معرض الترفيه الإلكتروني 2001، والذي عرض محاكاة ساخرة لمشهد سباق الدراجات النارية من فيلم ريترن أوف ذا جيداي. وفقًا لموسغريف، تميزت اللعبة بميكانيكي فريد يتضمن ركوب الحيوانات بدلاً من قيادة المركبات. يمكن للاعب التبديل بين أنواع مختلفة من الحيوانات في منتصف السباق؛ يمكن للحيوانات الأكبر حجمًا تدمير العقبات، في حين أن الحيوانات الصغيرة تسمح بمزيد من القدرة على المناورة. أُلغيَت لعبة دونكي كونغ رايسينغ عندما رفضت نينتندو فرصة شراء حصتها المتبقية البالغة 51٪ في راير، واشترت مايكروسوفت راير مقابل 375 مليون دولار في عام 2002.
بعد الاستحواذ، أخذت راير ما أنجزته مع دونكي كونغ رايسينغ وأنشئت نموذجًا أوليًا لنظام إكس بوكس الذي امتد إلى لعبة مغامرات مشابهة للنسخة الأصلية لديدي كونغ رايسينغ. صرح موسغريف أن المفهوم كان أساسًا «مبني من الصفر» وظهرت نسخًة محدودًة متعددة اللاعبين في وقت واحد. كان المفهوم قيد التطوير على مدار 18 شهرًا وتطور من كونه لعبة سباقات موجهة للحيوانات إلى لعبة عالم مفتوح مع ميزات على غرار تماغوتشي، حيث كانت تربية الحيوانات «ميكانيكيًة رئيسيًة». بحلول هذه المرحلة، تطورت دونكي كونغ رايسينغ إلى سايبرمان ستامبيد، وهي جزء من سلسلة سايبرمان. عُيِّنَت سايبرمان ستامبيد للإصدار على إكس بوكس 360، ولكنها ألغيت بسبب نقص التركيز وعدم إلمام راير بالأجهزة.
بصرف النظر عن دونكي كونغ رايسينغ، كانت هناك تتمتان أخريتان لدونكي كونغ رايسينغ قيد التطوير. الأولى تدعى ديدي كونغ بيلوت، وكانت الطائرات هي المركبة الوحيدة في اللعبة، وخُطِطَت لإصدارها على غيم بوي أدفانس. أُعلِنَ عن اللعبة في الأصل جنبًا إلى جنب مع دونكي كونغ رايسينغ في معرض الترفيه الإلكتروني 2001، وتحولت إلى لعبة بانجو-بيلوت بعد استحواذ مايكروسوفت على راير. في وقت إعلانها، ظهرت اللعبة بالقدرة على اللعب باستخدام وظيفة الإمالة بالإضافة إلى الدي باد، واحتوت على خمسة مضاميرعلى الأقل. الأخرى تدعى ديدي كونغ رايسينغ أدفنتشر، كانت ستطورها كلايماكس ستوديوز لنينتندو غيم كيوب في حوالي عام 2004، ولكنها ألغيت. لم تظهر اللعبة للجمهور بأي صفة إلا بعد أن حصل أحد هواة أرشيف ألعاب الفيديو على النسخة التجريبية ونشر مقطع فيديو عنها في نوفمبر 2016.
نظرًا لأن تيمبر كان مخططًا أن يكون الشخصية الرئيسية في ديدي كونغ رايسينغ، فقد خُطِطَ أن يكون تيمبر الشخصية الرئيسية في لعبة راير القادمة، وفقًا لما قاله كيف بايليس. خُطِطَ أن يكون اسم اللعبة في الأصل ديناصور بلانيت لنينتندو 64، مع تيمبر كمسافر عبر الزمن إلى فترة ما قبل التاريخ وأسلوب لعب مشابه لأسلوب لعب ذا ليجند أوف زيلدا: أوكرينا أوف تايم، ولكن بمرور الوقت، وجدوا أنه من الأفضل استبدال تيمبر بشخصية أخرى جديدة تمامًا. أصبحت هذه اللعبة عبارة عن ستار فوكس أدفنتشرز لغيم كيوب بناءً على اقتراح نينتندو.

### إعادة الإصدار

غلاف اللعبة الأمريكي الشمالي.

ديدي كونغ رايسينغ دي أس (بالإنجليزية: Diddy Kong Racing DS)‏ هي نسخة مُحسَّنَة لنينتندو دي أس من ديدي كونغ رايسينغ. طورتها راير ونشرتها نينتندو، وصدرت في 5 فبراير 2007 في أمريكا الشمالية، وفي 19 أبريل 2007 في أوروبا، وفي 20 أبريل 2007 في أستراليا. تلقت هذه النسخة صورًا محسنة ومعدل الإطارات بالإضافة إلى وظائف الشاشة التي تعمل باللمس. ضُمِنَت أربع مضامير سباق جديدة في اللعبة، إلى جانب شخصيات جديدة قابلة للعب مثل تاج وويزبيغ، بينما استبدل بانجو وكونكر بتايني كونغ وديكسي كونغ. تتميز نسخة دي أس أيضًا بأوضاع جديدة تسمح للاعب بإنشاء حلبات السباق الخاصة به، وتخصيص شخصياتهم من خلال تسجيل الأصوات ووظيفة متعددة اللاعبين عبر الإنترنت. قوبلت اللعبة بتعليقات متباينة عند إصدارها، حيث أكد النقاد أن الإضافات الجديدة كانت «لافتة للانتباه» وأن عناصر التحكم في الشاشة التي تعمل باللمس شعرت بأنها «حساسة للغاية».

### باللغة الإنجليزية
1. 1 2  "Diddy Kong Racing DS Review". غيم سبوت (بالإنجليزية الأمريكية). Archived from the original on 2019-05-04. Retrieved 2021-01-21.
2. 1 2 3 4 5 6 7 8  سوان, ليزلي (1997). Diddy Kong Racing Official Nintendo Player's Guide for Nintendo 64 Paperback (بالإنجليزية).
3. ↑  "N64 Games Delayed Again". إلكترونك غيمينغ مونثلي (بالإنجليزية). زيف دافيس. No. 100. Nov 1997. p. 24.
4. 1 2 3 4 5  "Diddy Kong Racing: Is it Really Mario Kart 64  Done Right?" (PDF). (باللغة الإنجليزية). مؤرشف من الأصل (PDF) في 2020-11-08. اطلع عليه بتاريخ 21 يناير 2021. {{استشهاد ويب}}: تحقق من التاريخ في: |تاريخ= (مساعدة)
5. 1 2 3 4 5 6  "Diddy Kong Racing Review". غيم سبوت (بالإنجليزية الأمريكية). Archived from the original on 2018-06-24. Retrieved 2021-01-21.
6. 1 2  "Diddy Kong Racing". نينتندو لايف (بالإنجليزية البريطانية). 14 Oct 2020. Archived from the original on 2020-10-05. Retrieved 2021-01-21.
7. 1 2 3  Diddy Kong Racing manual (بالإنجليزية). نينتندو. 1997. pp. 5–6. Retrieved 2021-08-06.
8. 1 2 3 4 5 6 7  واتس, مارتن (23 Feb 2014). "Month Of Kong: The Making Of Diddy Kong Racing". نينتندو لايف (بالإنجليزية). Archived from the original on 2021-07-07. Retrieved 2021-08-06.
9. 1 2  مارك ماززي (29 Mar 2009). "Behind The Scenes of Diddy Kong Racing" (بالإنجليزية). Archived from the original on 2016-04-30. Retrieved 2021-08-06.
10. ↑  روجرز, إيميلي (1 Oct 2012). "Crash Lab: Life after Rareware and Free Radical" (بالإنجليزية). درومبل. Archived from the original on 2017-03-24. Retrieved 2021-08-06.
11. ↑  فاهي, مايك (10 Mar 2015). "Conker's Bad Fur Day Was Once A Very Different Game". كوتاكو (بالإنجليزية). Archived from the original on 2020-11-23. Retrieved 2021-08-06.
12. 1 2  بوير, كريسبين (Dec 1997). "Rarein' to Go" (PDF). إلكترونك غيمينغ مونثلي (بالإنجليزية). زيف دافيس. No. 101. p. 184. Archived from the original (PDF) on 2020-11-08. Retrieved 2021-08-06.
13. 1 2  إلستون, بريت (21 Dec 2010). "Game music of the (holi)day: Diddy Kong Racing". غيمز رادار (بالإنجليزية). فيوتشر بي إل سي. Archived from the original on 2021-04-10. Retrieved 2021-08-06.
14. ↑  "Diddy Kong Racing Original Soundtrack (Japan)". سكوير إنكس ميوزك (بالإنجليزية). Archived from the original on 2019-09-15. Retrieved 2021-08-06.
15. ↑  "Höher, Schneller, Weiter: The Original Diddy Kong Racing Soundtrack". vgmdb.net (بالإنجليزية). Archived from the original on 2021-03-16. Retrieved 2021-08-06.
16. ↑  "Big Buzz for an X-Mas Boom". إلكترونك غيمينغ مونثلي (بالإنجليزية). زيف دافيس. No. 101. Dec 1997. p. 26.
17. ↑  "In Nintendo News..." (PDF). إلكترونك غيمينغ مونثلي (بالإنجليزية). زيف دافيس. No. 101. Dec 1997. p. 44. Archived from the original (PDF) on 2020-11-12. Retrieved 2021-08-06.
18. ↑  "Diddy Kong Racing for Nintendo 64". غيم رانكينغز (بالإنجليزية). Archived from the original on 2019-12-05. Retrieved 2021-08-15.
19. ↑  "Diddy Kong Racing for Nintendo 64". ميتاكريتيك (بالإنجليزية). Archived from the original on 2020-09-01. Retrieved 2021-08-15.
20. ↑  "Diddy Kong Racing for DS". غيم رانكينغز (بالإنجليزية). Archived from the original on 2019-12-08. Retrieved 2021-08-15.
21. ↑  "Diddy Kong Racing for DS". ميتاكريتيك (بالإنجليزية). Archived from the original on 2021-04-22. Retrieved 2021-08-15.
22. ↑  "Japan vs. US Sales". آي جي إن (بالإنجليزية). 30 Nov 1999. Archived from the original on 2020-11-11. Retrieved 2021-08-15.
23. 1 2  "Nintendo 64 Japanese Ranking". japan-gamecharts.com (بالإنجليزية). 10 Apr 2008. Archived from the original on 2008-12-30. Retrieved 2021-08-15.
24. ↑  "Milia News; ECCSELL Awards Name Winners". غيم سبوت (بالإنجليزية). 12 Feb 1999. Archived from the original on 1999-08-30. Retrieved 2021-08-15.
25. ↑  جونستون، كريس (22 Dec 1997). "Give It 21 Days, It'll Give You a Million". غيم سبوت (بالإنجليزية). Archived from the original on 2000-03-05. Retrieved 2021-08-15.
26. ↑  "Tidbits...". إلكترونك غيمينغ مونثلي (بالإنجليزية). زيف دافيس. No. 103. Feb 1998. p. 26.
27. 1 2 3 4 5 6  "Review Crew: Diddy Kong Racing". إلكترونك غيمينغ مونثلي (بالإنجليزية). زيف دافيس. No. 101. Dec 1997. p. 191.
28. 1 2  جوني بالغيم (Dec 1997). "Nintendo 64 ProReview: Diddy Kong Racing". غيم برو (بالإنجليزية). آي دي جي. No. 111. pp. 130–1. Retrieved 2021-08-15.
29. 1 2 3  بيري, دوغ (24 Nov 1997). "Diddy Kong Racing review". آي جي إن (بالإنجليزية). Archived from the original on 2018-08-01. Retrieved 2021-08-15.
30. 1 2  "Diddy Kong Racing". إدج (بالإنجليزية). No. 53. عيد الميلاد 1997. pp. 84–85. Retrieved 2021-08-15. {{استشهاد بمجلة}}: تحقق من التاريخ في: |تاريخ= (help)
31. 1 2 3  "Cute in Overdrive". نيكست جينرايشن (بالإنجليزية). إيماجين ميديا. No. 37. Jan 1998. p. 143.
32. 1 2  دونالدسون, أندرو (25 Jun 2011). "Diddy Kong Racing review". نينتندو لايف (بالإنجليزية). Archived from the original on 2021-07-02. Retrieved 2021-08-15.
33. ↑  ماكول, سكوت (13 Apr 2007). "Diddy Kong Racing review". أول غيم (بالإنجليزية). Archived from the original on 2014-12-10. Retrieved 2021-08-15.
34. ↑  "Console Racing Game of the Year 1998" (بالإنجليزية). أكاديمية الفنون والعلوم التفاعلية. Archived from the original on 2021-01-27. Retrieved 2021-08-15.
35. 1 2 3 4 5 6  واتس, مارتن (28 Feb 2014). "Month Of Kong: Whatever Happened To Donkey Kong Racing?". نينتندو لايف (بالإنجليزية). Archived from the original on 2021-01-26. Retrieved 2021-06-16.
36. 1 2 3  ديفور, جوردن (28 Feb 2014). "Rare designer talks cancelled Donkey Kong Racing". دستركتويد (بالإنجليزية). Archived from the original on 2021-01-25. Retrieved 2021-08-16.
37. ↑  "Diddy Kong Pilot" (بالإنجليزية). نينتندو ورلد ريبورت. Archived from the original on 2019-04-04. Retrieved 2021-08-16.
38. ↑  يونغ, كارلي (1 Sep 2011). "Diddy Kong Pilot hands on" (بالإنجليزية). نينتندو ورلد ريبورت. Archived from the original on 2019-04-04. Retrieved 2021-08-16.
39. ↑  أليغرا، فرانك (9 Nov 2016). "We'll never get to play this cancelled Diddy Kong Racing sequel". بوليغون (بالإنجليزية). Archived from the original on 2021-02-22. Retrieved 2021-08-16.
40. ↑  Diddy Kong Racing Adventure : The Undeveloped Gamecube Racer (يوتيوب) (بالإنجليزية). 09 Nov 2016. Archived from the original on 2021-05-27. Retrieved 2021-08-16.
41. ↑  بايليس, كيف (23 Feb 2021). "I was a lead on Dinosaur Planet and this week's leak brought back great memories". فيديو غيمز كرونيكل (بالإنجليزية). Archived from the original on 2021-07-26. Retrieved 2021-08-16.
42. 1 2  هاريس, كريغ (5 Feb 2007). "Diddy Kong Racing DS review". آي جي إن (بالإنجليزية). Archived from the original on 2019-06-07. Retrieved 2021-08-16.

### باللغة الألمانية
1. ↑  "Diddy Kong Racing" (بالألمانية). نينتندو ألمانيا. Retrieved 2021-07-27.

## وصلات خارجية
- (باليابانية)